# Weltevreden (Domburg)
De Weltevreden is een korenmolen te Domburg.
Deze korenmolen is gebouwd in 1817, ter vervanging van een eerdere standerdmolen op dezelfde plaats. In 1963 waren er plannen om de molen tot woonhuis om te bouwen, maar daarvoor werd geen vergunning verleend. De toenmalige gemeente Domburg heeft in 1970 de molen gekocht en heeft deze grondig laten restaureren.
Met een hoogte van meer dan 22 meter is deze molen goed zichtbaar, al heeft de bebouwing in de omgeving de molen al enigszins ingesloten.

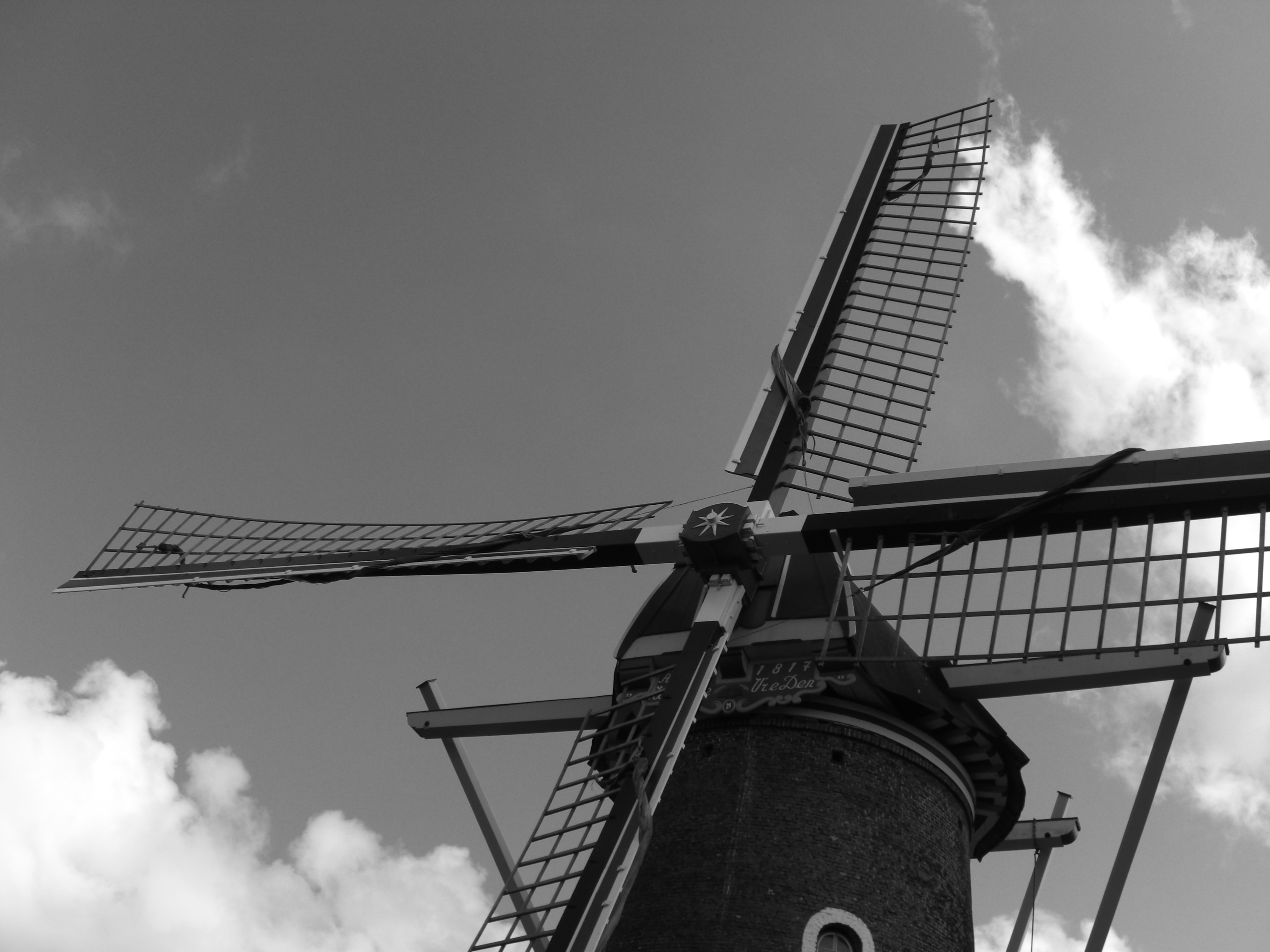
Het bovenstuk van de molen

De molen is vooral bekend van de schilderijen die Piet Mondriaan ervan maakte tussen 1908 en 1916. Mondriaan maakte deel uit van de kunstenaarskolonie, die begin 20e eeuw in het seizoen veel in Domburg verbleef. Zijn molens zijn eerst figuratief, en worden daarna steeds abstracter. Het bekendst is een doek uit 1911, met een rode molen tegen een blauwe achtergrond.

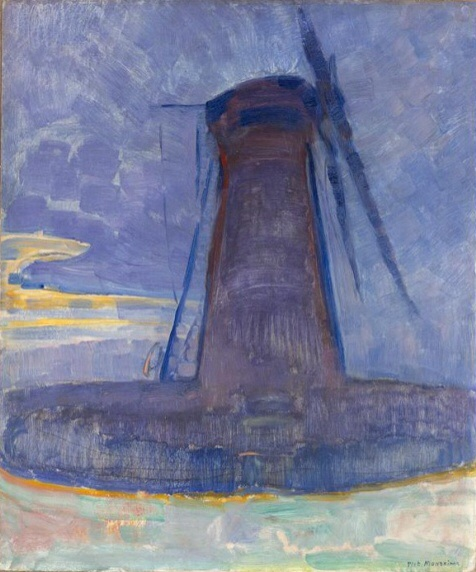
De molen, geschilderd door Piet Mondriaan (1908), coll. Gemeentemuseum Den Haag